# Principato e Terra Beneventana
Principato e Terra Beneventana (o anche Principato e Valle Beneventana) fu un giustizierato del regno di Sicilia creato nel 1233 da Federico II.
Il giustizierato nasceva dall'unione di due distinte aree feudali, separate tra loro fin dal lontano 849: il nucleo centrale dell'ex principato di Salerno (confluito fin dal 1077 nel ducato di Puglia e Calabria, di cui peraltro la stessa Salerno costituì la sede), e la parte valliva (bacino del Calore Irpino) dell'ex principato, già ducato di Benevento.
Il territorio del giustizierato corrispondeva approssimativamente a quello delle moderne province italiane di Salerno e Avellino, nonché a buona parte dell'attuale provincia di Benevento. Tuttavia la città di Benevento, pur essendo nominalmente compresa all'interno del territorio, in realtà non ne faceva parte in quanto assoggettata al diretto dominio dello stato della Chiesa, di cui costituiva un'exclave.

## Storia
Il giustizierato svolse regolarmente le sue funzioni per oltre mezzo secolo. Dopodiché nel 1287 re Carlo I d'Angiò, secondo un orientamento già delineato nel diploma di Alife del 1273, lo suddivise in due entità: il Principato Ultra (Principatus ultra serras Montorii, ovvero "Principato al di là delle montagne di Montoro", a nord) e il Principato Citra (Principatus citra serras Montorii, "Principato al di qua delle montagne di Montoro", a sud). In effetti il confine tra i due nuovi giustizierati era segnato dai monti Picentini; si trattava dunque di una linea di demarcazione naturale e più meridionale rispetto all'antico confine feudale tra il principato di Benevento e il principato di Salerno.